# Guldvävare
Guldvävare (Ploceus subaureus) är en afrikansk fågel i familjen vävare inom ordningen tättingar. Beståndet anses vara livskraftigt.

## Utseende och läten
Guldvävaren är en tolv till 14 cm fågel där hanen i häckningsdräkt är guldgul. Jämfört med liknande saffransvävaren (P. xanthops) är guldvävaren mindre och mer lysande gul. Näbben är vidare mindre och kortare, och ögat är rött snarare än gult. Från andra gula vävarhanar skiljer den sig genom just rött, inte mörkt öga, och orange anstrykning som är begränsad till strupe och ansikte.
Hane utanför häckningstid och hona i häckningsdräkt är mattare i färgerna med gult ögonbrynsstreck som kontrasterar med olivgrönt på hjässa och kinder. Hona utanför häckningstid och ungfågeln har ljus näbb och vit buk. Lätena är mjukare än hos större vävare.

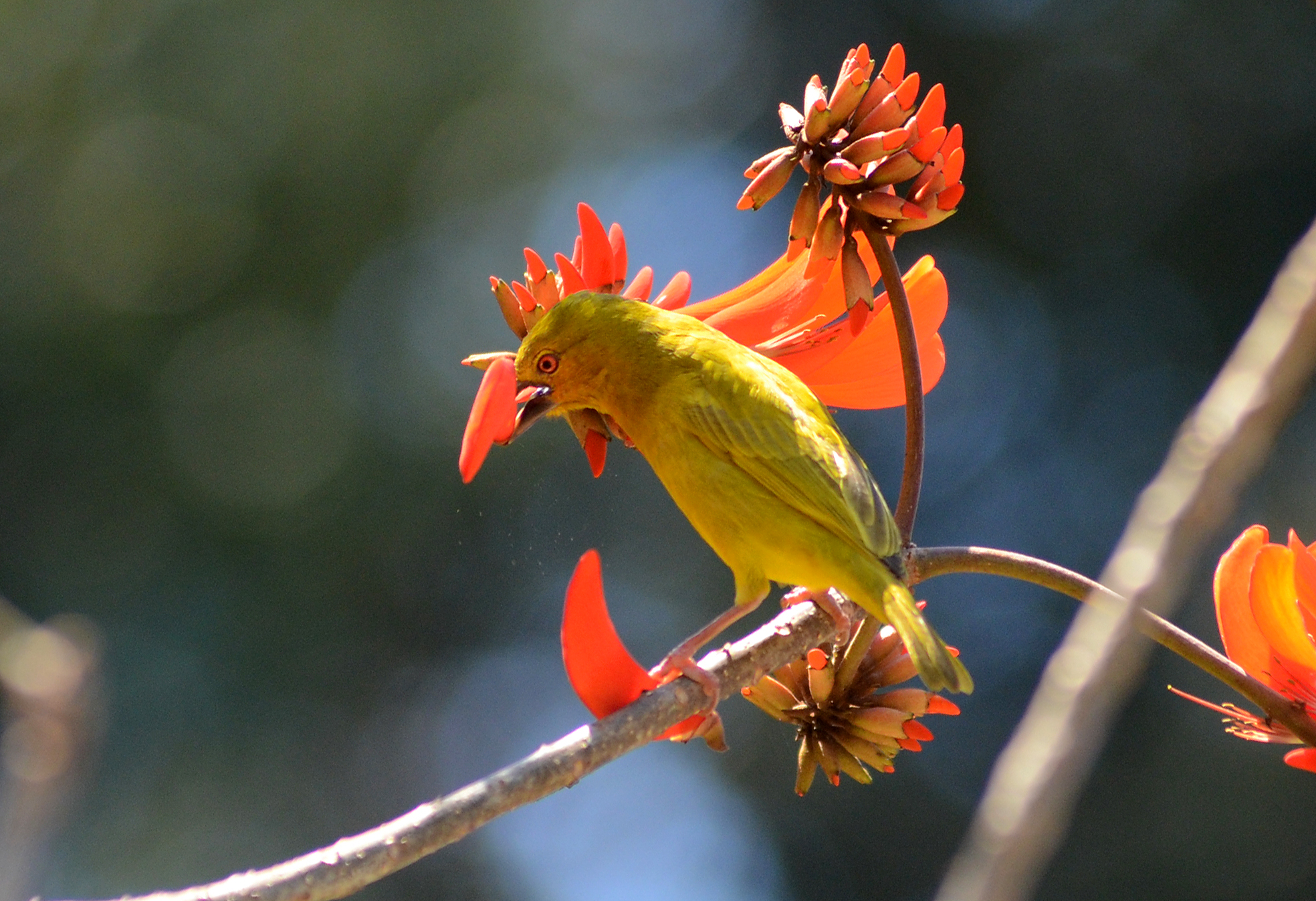

## Utbredning och systematik
Guldvävaren förekommer i stora delar av östra Afrika söder om Sahara. Den delas in i två underarter med följande utbredning:
- Ploceus subaureus aureoflavus – förekommer från Somalia till östra Kenya, Östafrika Tanzania, Malawi och norra Moçambique
- Ploceus subaureus subaureus – förekommer i södra Moçambique, KwaZulu-Natal, Zululand och östra Kapprovinsen

Den har även påträffats i Italien, och faktiskt häckat, men det anses inte sannolikt att den nått dit på naturlig väg.

## Levnadssätt
Guldvävaren hittas i skogslandskap, savann och trädgårdar. Den häckar i kolonier i vassbälten och i träd nära vatten, mellan oktober och februari i Malawi, i april i centrala Moçambique och september–februari i södra delen, detsamma i Sydafrika. Boet saknar i princip ingångstunnel. Den lever huvudsakligen av frön, inklusive ris, men även insekter som termiter.

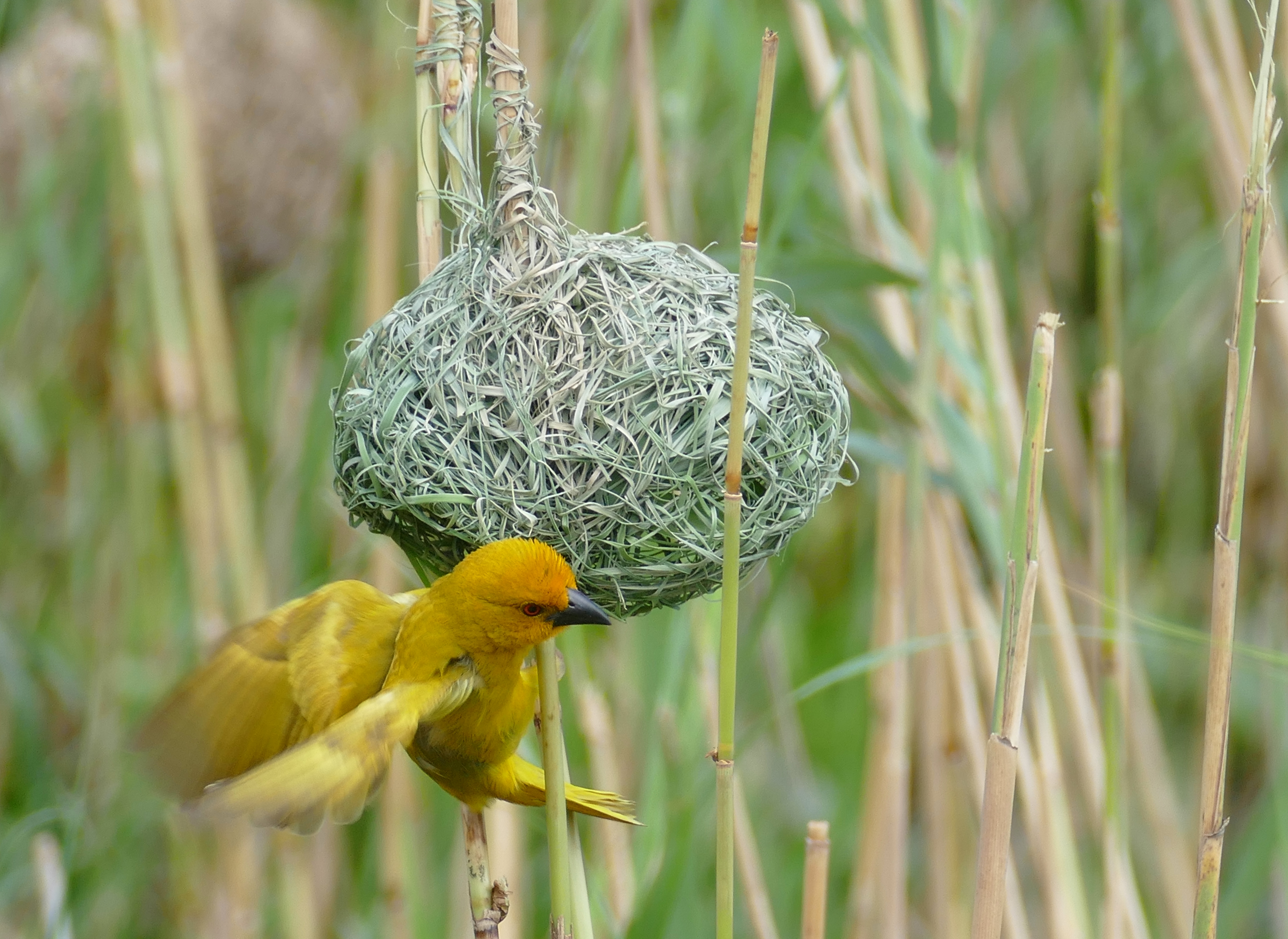
Hane vid bo.

## Status och hot
Arten har ett stort utbredningsområde och en stor population med stabil utveckling och tros inte vara utsatt för något substantiellt hot. Utifrån dessa kriterier kategoriserar internationella naturvårdsunionen IUCN arten som livskraftig (LC). Världspopulationen har inte uppskattats men den beskrivs som lokalt vanlig till mycket vanlig.